# 京都市体育館
京都市体育館（きょうとしたいいくかん）は、京都府京都市右京区の京都市西京極総合運動公園にある京都市立の体育館。施設は京都市が所有し、西京極スポーツネットワーク（ミズノ株式会社と近建ビル管理株式会社の共同事業体）が指定管理者として運営管理を行っている。

## 施設概要

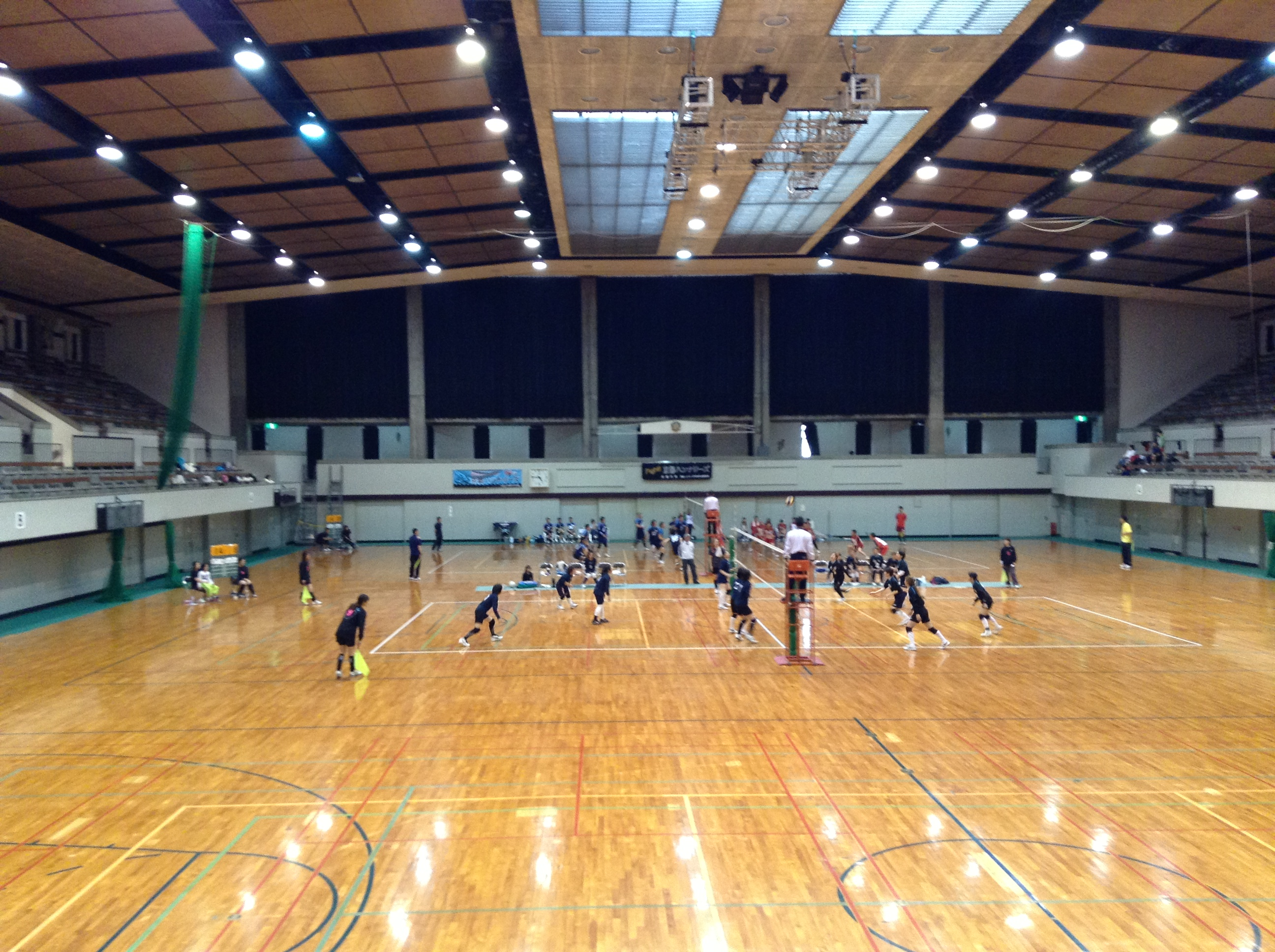
京都市体育館の館内

京都市内初の運動公園として整備された京都市西京極総合運動公園内の施設として1963年5月に完成。設計は関西モダン建築界を牽引した建築家・富家宏泰（富家設計事務所）による。
主競技場の面積は2,400m2（60m×40m）。バスケットボール、テニス、バレーボール、バドミントン、卓球、柔道、剣道などに使用されている。
2013年まで島津全日本室内テニス選手権大会が開催された他、B.LEAGUEに所属する京都ハンナリーズのホームアリーナとしても使用されている。
なお、2013年5月より改修工事が開始され、2014年3月に完了した。この改修の際、2F席がベンチから個々のイスに変更され、収容数が2,926から2,500に変更された。

## 命名権
2011年3月、京都ハンナリーズの運営会社であるスポーツコミュニケーションKYOTO株式会社が京都市体育館の命名権を取得した。2011年4月1日から10年間（年額2,500万円、総額2億5,000万円）の契約で、「ハンナリーズアリーナ」の呼称を使用していた。
京都市内の体育施設への命名権導入は同じ京都市西京極総合運動公園内にある京都市西京極総合運動公園野球場（わかさスタジアム京都）に次いで2例目で、命名権により体育館名称にチーム名を冠する事例は日本初であった（宇都宮市体育館はB.LEAGUE・リンク栃木ブレックス（現宇都宮ブレックス）のチーム名を冠した「ブレックスアリーナ宇都宮」（2009年5月に変更）の名称を用いているが、命名権では無く、宇都宮市の「施設愛称によるプロスポーツ応援事業」によるものである）。
2021年3月をもって契約満了となり名称は元に戻ったが、それから2年以上、命名権を購入する企業が現れず、800万円値下げする方針を京都市が発表していた。2023年10月1日からの10年間の契約を京都市に本社を置く片岡製作所と結び「かたおかアリーナ京都」となる。

## アクセス
- 鉄道　阪急京都本線・西京極駅より徒歩10分[10]
- バス　西京極運動公園前下車すぐ[10]
  - 京都市営バス
    - 32　銀閣寺前 - 河原町三条 - 四条河原町 - 四条大宮 - 大宮五条 - 西京極運動公園前 - 京都外大前
    - 73　京都駅 - 烏丸五条 - 大宮五条 - 西京極運動公園前 - 洛西バスターミナル
    - 80　祇園 - 河原町五条 - 烏丸五条 - 大宮五条 - 西京極運動公園前 - 太秦天神川駅

  - 京阪京都交通
    - 21　京都駅 - 烏丸五条 - 大宮五条 - 西京極運動公園前 - 国道三ノ宮 - 京大桂キャンパス前 - 桂坂中央
    - 27　京都駅 - 烏丸五条 - 大宮五条 - 西京極運動公園前 - 国道三ノ宮 - 芸大前 - 桂坂中央

## 公園内その他の施設
- たけびしスタジアム京都
- 京都市西京極総合運動公園補助競技場
- わかさスタジアム京都
- 京都アクアリーナ

ほか